# Hamengkubuwono X
Hamengkubuwono X (ur. 1946) – indonezyjski mąż stanu, sułtan Yogyakarty od marca 1989 r. i od 1998 r. gubernator okręgu Yogyakarta, absolwent prawa na Uniwersytecie Gadjah Mada.